# (36236) 1999 VV
1999 في في (ويعرف أيضًا باسم (36236) 1999 في في وفق تسمية الكوكب الصغير) (بالإنجليزية: 1999 VV)‏ هو كويكب ضمن حزام الكويكبات؛ وترتيبه 36236 من حيث الاكتشاف.
اكتُشف هذا الجُرم الفلكي بواسطة بحث لنكولن عن الكويكبات القريبة من الأرض في 1 نوفمبر 1999.

## وصلات خارجية
- (36236) 1999 VV في قاعدة بيانات مختبر الدفع النفاث لأجرام النظام الشمسي الصغيرة

- الاكتشاف · مخطط المدار ·  العناصر المدارية · المعلمات المادية

- (36236) 1999 VV على موقع ويكي سكاي: DSS2, SDSS, GALEX, IRAS, Hydrogen α, X-Ray, Astrophoto, Sky Map, Articles and images